# من العالم الجديد (رواية)
من العالم الجديد (باليابانية: شنسيكاي يوري) هي رواية يابانية للكاتب «يوسوك كيشي». تم نشرها في الأصل في يناير 2008 بواسطة دار نشر «كودانشا». تدور أحداث القصة حول الفتاة «ساكي» التي تعيش بهدوء في قرية جميلة وهادئة، وقد اكتسبت قوتها الخارقة للتو في سن الثانية عشرة. ثم تذهب بعد ذلك إلى الأكاديمية لتتعلم كيفية إتقانها مع الشباب الآخرين في عمرها، بما في ذلك أصدقائها «ماريا» و«شون» و«ساتورو» و«مامورو». ولكن في أحد الأيام خلال نزهة، سيكتشف الرفاق الخمسة أشياء لم يكن عليهم أن يعرفوها أبدًا.
تلقت الرواية إقتباس مانجا في مجلة المانجا التابعة لشركة «بيساتسو شونن» ، والتي تم نشرها على شكل مسلسل ما بين مايو 2012 ويونيو 2014، ومسلسل أنمي تلفزيوني مقتبس بواسطة A-1 بكتشرز ، والذي تم بثه في اليابان بين أكتوبر 2012 ومارس 2013.
في عام 2008، فازت رواية «من العالم الجديد» بالجائزة الكبرى والأولي لمسابقة اليابان لروايات الخيال العلمي التاسعة والعشرين.

## الملخص
في عام 3013 بعد الميلاد، أي بعد 1000 عام من العصر الحديث، طور 0.3% من السكان (البشر الجدد أو المُعدلين) قدرات عَقلية ونفسية خارقة تُسمى «كانتو». وبعد فترة وجيزة من ظهور هذه القوى، بدأ الكثيرون في استخدام الكانتو للعنف والجريمة، وأدى ذلك الاستخدام الواعي وغير الواعي لهذه القوى إلى تغيير الحياة البرية والبيئة وإلى انهيار المجتمع الحديث واندلاع حرب عالمية دمرت البشرية وتسببت في سقوط الحضارة الحديث. وأعقب ذلك أنظمة قمعية وإقطاعية، لكنها انحلت أيضًا في حالة من الفوضى بسبب عنف «البشر الجدد». في نهاية المطاف، أنشأ بعض البشر الجدد مُجتمعًا مستقرًا من خلال التحكم في قواهم باستخدام التعديل الوراثي والتكيف الاجتماعي. حيث جعلوا أنفسهم غير قادرين على ممارسة العنف ضد البشر الآخرين من خلال تطوير «غريزة التوقف النفسي التلقائية» لأي هجوم و«إنشاء ردود فعل رجعية تؤدي لموت المُهاجم» حيث يتم تفعيلها إذا قتل إنسان إنسانًا آخر، مما يتسبب في توقف أعضاء القاتل العضوية والموت على الفور تقريبًا. كما استخدمت القرى (المُجتمعات الجديدة) أيضًا الحيوانات المعدلة وراثيًا لأغراض مختلفة. مثل حيوانات الخلد التي تشبه الإنسان، وهي قادرة على التحدث باللغة البشرية والعيش في مجتمع مُعقد تحكمه ملكات. يتم إِستخدام قطط المُشعوذة من قِبل البشر الجدد لقتل الأطفال المعرضين لخطر الإصابة «بالطفرة» (أي بأحد الاضطرابين الخطيرين):
- «التحول الشيطاني» أي الأطفال الذين لا يستطيعون التحكم في قوتهم.
- «الهوس»، وهؤلاء هم الأطفال الذين يستطيعون التغلب على «غريزة التوقف النفسي التلقائي للهجوم» و«ردود الفعل الرجعية» التي تؤدي لموت القاتل

ويستخدمون تلك الطفرة في حُرية مهاجمة بقية البشر دون ردع.

## روابط خارجية
- الموقع الرسمي للأنمي (باليابانية)
- من العالم الجديد (رواية) (novel) في شبكة أخبار الأنمي